# Eriophorum angustifolium
Eriophorum angustifolium là loài thực vật có hoa trong họ Cói. Loài này được Honck. mô tả khoa học đầu tiên năm 1782. Chúng gốc ở Bắc Mỹ, Bắc Á, và Bắc Âu, thường được tìm thấy trong đất nhiều than bùn hay đất chua, tại các vùng đất ngập nước, và bãi hoang.

## Hình ảnh

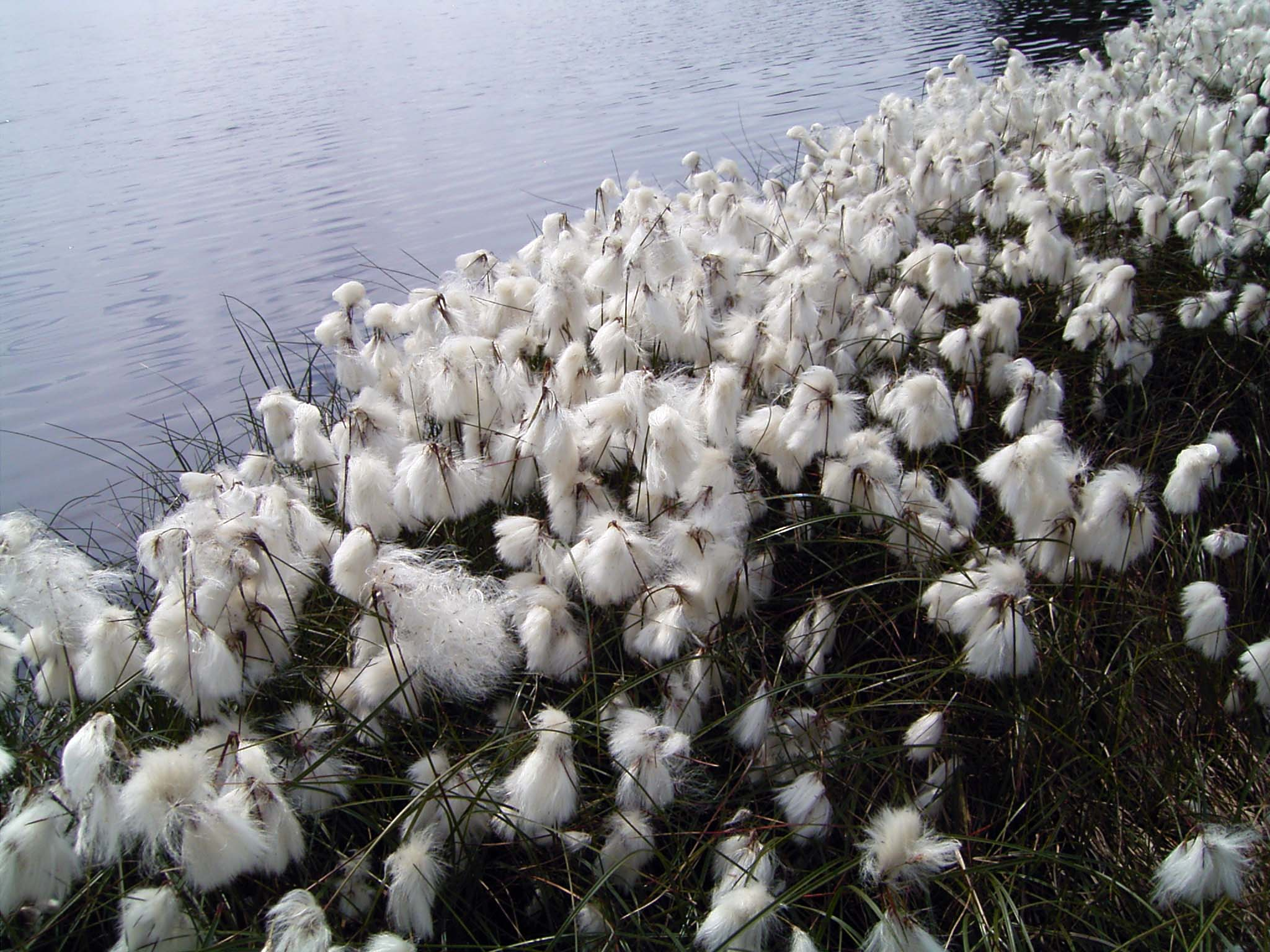
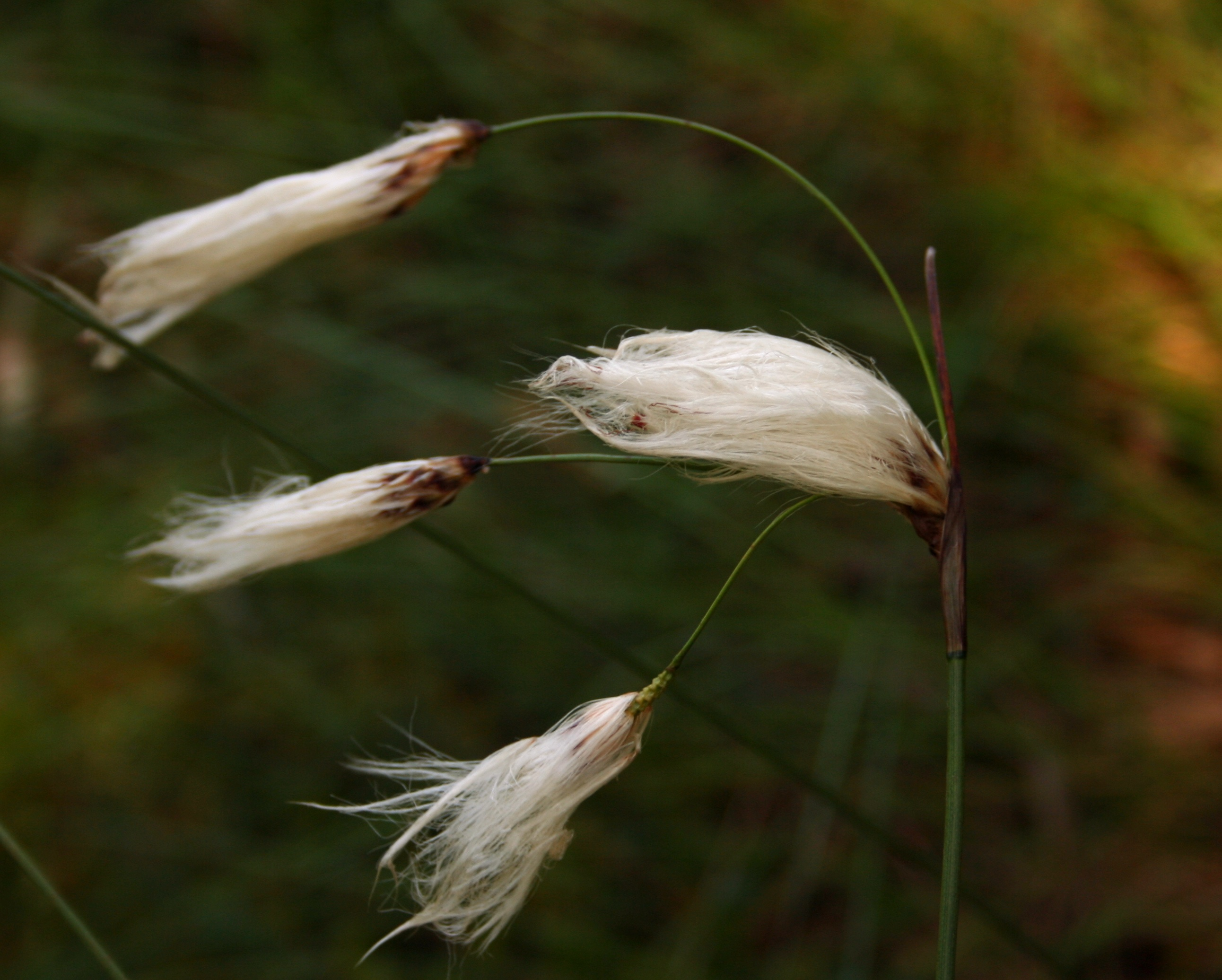
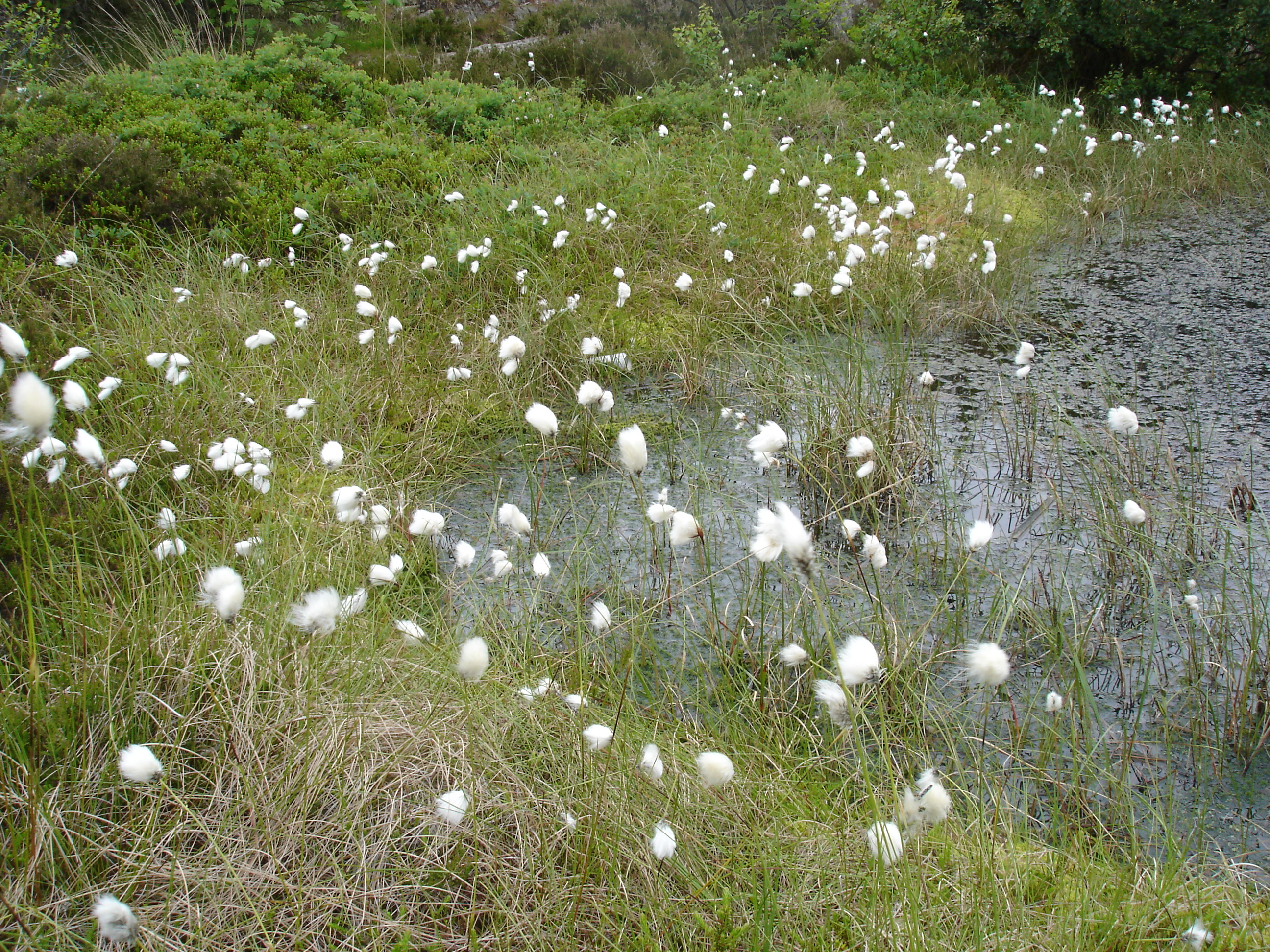
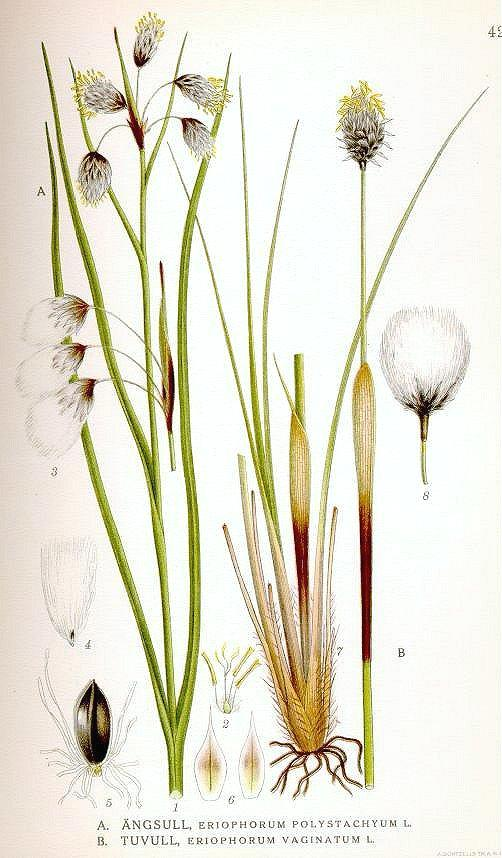